# 臺灣織布

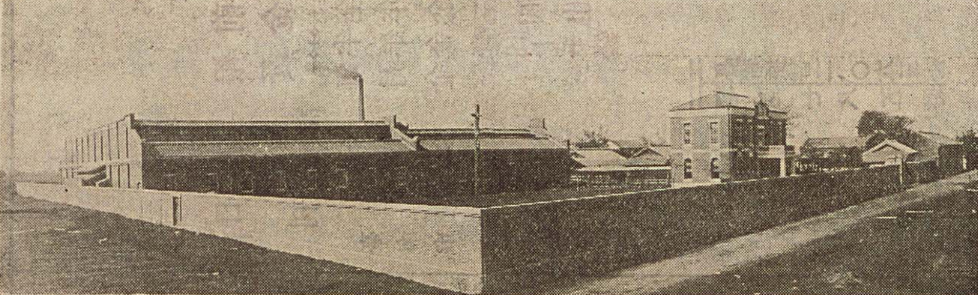
臺灣織布會社，照片中大門所在的道路是現在的樹林街

臺灣織布正式名稱為臺灣織布株式會社，是創立於臺灣日治時期大正八年（1919年）11月14日的紡織公司:53。該公司的創辦人為小原富太郎，由民間日本商人籌資、臺灣總督府輔助。是臺灣首間以機械動力織布機進行生產的紡織廠，也是目前所知直至1930年前唯一完整的機械製程紡織廠。 其生產織品以棉類為主，前期以棉布料出發、後期更開發棉線產線。:77 1938年時，全臺灣生產的棉布有9成來自臺南市，而臺灣織布的產量就佔全臺灣的六成:70。
臺灣織布株式會社設址於臺南州臺南市鹽埕三番地（今臺南市南區新昌里西門路、國華街、南寧街圍起來的區域），1920年5月動工，隔年6月建築設施與動力機械設備皆已完備，遂開業徵才，預計招募女性職員百名、男性職員數十名，並投注成本從日本招聘產業人員來培養臺灣本土紡織人才。從電力機械化製程、紡織成品、人才技術等等面向，臺灣織布株式會社對帶動臺南、臺灣紡織產業發展有一定的影響。:77
因太平洋戰爭，廠房被毀，於1945年停業。戰後被併入臺灣工礦股份有限公司，成為底下的新豐紡織廠:86。民營化後，新豐紡織廠於民國45年（1956年）更名為國豐紡織廠，因經營不善，工廠土地後來出售變為住宅建地:86。

## 沿革

### 1920年代臺灣紡織業
在1920年代以前，臺灣的紡織紡織品需求，主要仍自大清或日本本土進口:53。本土紡織產業在前兩者的競爭下，難以發展。
臺灣的紡織品產業轉向蓬勃發展的契機，是在第一次世界大戰後，內外局勢等影響下日趨成熟。外部因素方面，隨著大清被中華民國所取代，影響供應穩定，再加上日本本土在第一次世界大戰後有工資暴漲、勞工運動興起等問題:53、54。
在內部因素上，經歷臺灣總督府前二十年的建設，島內近現代化與基礎民生設施日趨穩定，包含電力設施等，製造產業逐步邁向電氣化生產；再者，臺灣地理位置對於從南方取得棉花等原物料、再將成品貿易運送回南方消費市場更為便捷、省成本；與此同時，臺灣人在近代化社會下的職業選擇趨向多元、就業需求提高，女性的求職風氣與機會，也隨著近代教育、政府對勞動力的需求而打開，且臺灣的勞動力生產成本較日本低。前述各種因素遂引起日本人關注、在臺設廠投資。:52、53

### 臺灣織布
大正八年（1919年）11月14日，小原富太郎等人成立臺灣織布株式會社:54。由小原富太郎擔任社長，小原三男擔任「取締役支配人」（相當於執行董事），公司資本額為50萬日圓。:54公司創業初期營運成績並不理想，曾向臺灣銀行等處貸款:67。之後在大正十三年到十五年（1924-2926），該公司獲得臺灣總督府的補助金共2萬6千圓:53。大正十五年（1926年），臺灣織布減股減資約四分之一:70。
1920年代為創設初期，著重於設施與設備引進、台灣本土紡織人才培育等基礎工作，並逐步引領臺南成為臺灣紡織品的重要產地:70。工廠於1920年5月開始動工，經過一年後廠區設施陸續完工，150臺設備（紡織機、經繰機等等）於大正十年（1921年）6月完成交付:54。剩下的設備則到大正十一年（1922年）6月完成交付:54，連同先前交付的設備一共安裝了3百臺設備。
1930年代的寬幅棉布生產營運方針，帶來極大的獲利，1937年創下高營業額:73。同時期因應業務需求，增添紡織機設備，擴大營運規模，以及增設染色工廠、新式繰棉工場等原料或加工生產設備。
1940年爆發小原富太郎等管理者違反戰時以抑制物價飆漲的價格管制令，被搜索逮捕，但之後此案無結果:76、77。
1945年，因盟軍軍機轟炸，廠房被毀，公司停業。

### 新豐、國豐紡織
在第二次世界大戰結束後，中華民國政府接收台灣。1946年2月台灣省行政長官公署工礦處組成紡織業接管委員會，接管在台日本人資產，將帝國纖維株式會社台灣事業部、台灣纖維工業株式會社、台南製麻株式會社、新竹紡績株式會社、台灣紡績株式會社、南方纖維工業株式會社以及台灣織布株式會社等七間紡織公司合併，成立省營台灣紡織業股份有限公司。
1947年，台灣省行政長官公署工礦處，將其管轄的七間公司，合併改組為台灣工礦股份有限公司。臺灣織布更名為「臺灣工礦股份有限公司新豐紡織廠」繼續營運。1955年後轉為民營，1956年更名為國豐紡織廠:86。後期經營不善，工廠關閉、土地出售:133。

## 織品生產

### 廠內主要建築與生產設備
設廠初期主要設施，有工廠的織機室、準備室、電動室、氣罐室，唧筒室、糊附材料室、儲水池、工廠用水井、煙囪、倉庫，以及事務所與食堂廚房，佔地約一千多坪:58。生產設備的機械化紡織設備，包含紡織、準備、上漿（糊附）、加工等，皆可以電力完成所有織品製程:61。這些紡織設備為日本製造，以名古屋豐田織機會社、大阪豐田織機會社所出產者為大宗:61。

### 織品成品
臺灣織布株式會社以棉類製品為大宗。
臺南州在經歷1923年起一連串獎勵作物種植試驗，棉花出產量不斷擴大、是州內重要經濟作物，因而臺灣織布株式會社在原料取得上便捷、成本較低，利於發展，並曾於1935年另設臺灣第一間之新式繰棉工場（1937年因官方「棉花取締規則」與官辦之臺灣棉花株式會社成立，將此事業轉讓）:74。
最初該公司的業務設定為製造臺灣人日常所需的衣服布料與相關原料的販賣，而後改為製造紡織用的棉線於1921年正式量產棉布。最初機器為狹幅織布機，只能生產狹幅白布、花布，1928年購入新式寬輻織布機，開始生產寬幅布料，其中有色寬幅棉布成為主要獲利來源，除了切合臺灣市場的需求喜好，更出口至中國華南、南洋的市場。亦曾開發漁業用繩索，品質媲美日本製，廣受好評:73。太平洋戰爭爆發後，被日本軍部納入戰時生產體系，生產軍用蚊帳。

### 紡織人才
在工廠設施及初期設備完工後，臺灣織布開始大舉徵才，當時據報導宣稱要招募300名15到20歲的女性和20名18到24歲的男性，男性應徵者還要考國語（日語）、算數及書寫:67。當時所開出薪資是女性月薪15到30圓，男性30到60圓，以當時臺南的情況是相當不錯的薪資，但大約只有日本本土一半的程度:67。另外由於臺灣工人缺乏從業經驗，所以1921年先從日本本土招募資深織工男女各20人來臺教導，約經過2年半後臺灣工人已能順利工作，之後便改由優秀的臺籍員工來培養新進工人:67，帶動臺南紡織人才的成長。
隨著臺南地區紡織廠如雨後春筍林立，出現各家爭搶有經驗的優秀織工的狀況，對臺灣織布株式會社造成不小影響，後經市役所官方調解各家達成招聘轉職員工的協議。